# Якубенко Олександр Валерійович
Олекса́ндр Вале́рійович Яку́бенко (1975—2014) — солдат Збройних сил України, учасник російсько-української війни.

## Короткий життєпис
Народився 1975 року в місті Сквира. 1990-го закінчив 8 класів Сквирської ЗОШ № 2.
Призваний по мобілізації 20 березня Сквирським районним військовим комісаріатом. Номер обслуги мінометного взводу мінометної батареї 3-го механізованого батальйону, 72-а окрема механізована бригада. Загинув 10 липня при відбитті нападу терористів на аеропорт Донецька — 1 км північніше від села Веселе.
Вдома лишились бабуся, син Ілля, дядько.
Похований в місті Сквира; центральне кладовище.

## Нагороди та вшанування
- 29 вересня 2014 року — за особисту мужність і героїзм, виявлені у захисті державного суверенітету та територіальної цілісності України, вірність військовій присязі під час російсько-української війни, відзначений — нагороджений орденом «За мужність» III ступеня (посмертно).
- 21 вересня 2015-го відкрито меморіальну дошку в школі, де він навчався.
- 19 березня 2016 року нагороджений нагрудним знаком «За оборону Донецького аеропорту» (посмертно).[4]